# Paolo Chiesa
Paolo Chiesa (Milano, 31 dicembre 1956) è un latinista e medievista italiano.

## Biografia
Allievo di Giovanni Orlandi all'Università degli Studi di Milano (1980) e dottore di ricerca all'Università di Firenze (1987), ha insegnato all'Università di Udine dal 1992 al 2006, ricoprendo anche gli incarichi di prorettore e di direttore del Dipartimento di storia e tutela dei beni ambientali. Dal 2006 insegna alla Statale di Milano.
È membro effettivo dell'Istituto Lombardo Accademia di Scienze e Lettere di Milano e membro corrispondente dei Monumenta Germaniae Historica, nonché socio corrispondente dell'Accademia Nazionale dei Lincei e membro del Comitato scientifico degli Analecta Bollandiana e della Società internazionale per lo studio del Medioevo latino. Dirige la rivista Filologia mediolatina (pubblicata dalla SISMEL), da lui stesso co-fondata, e la collana Corpus Christianorum. Autographa Medii Aevi (Turnhout, Brepols), ed è membro del comitato editoriale delle riviste Mittelateinisches Jahrbuch e Segno & Testo. È inoltre membro del comitato scientifico di istituzioni, periodici e collane attivi nell'ambito degli studi mediolatini, tra cui l'Istituto storico italiano per il medio evo, la Fondazione Ezio Franceschini e l'Istituto italiano di studi longobardi.

## Attività di ricerca
Paolo Chiesa è attivo come studioso del medioevo latino. Ha concentrato le sue ricerche su autori nord-italiani di area prevalentemente lombarda (Liutprando di Cremona, Bonvesin de la Riva, Galvano Fiamma), su temi di storiografia e agiografia (anche a proposito dei rapporti tra l'agiografia occidentale, latina, e quella greca, orientale) e su questioni di teoria della filologia, storia letteraria del Medioevo latino e trasmissione dei classici latini attraverso il Medioevo.
Ha dimostrato l'autografia di Liutprando di Cremona in un codice di Frisinga, pubblicandone poi le opere nella collana Corpus Christianorum (Turnhout, Brepols, 1994); l'Antapodosis e la Historia Ottonis sono state successivamente riedite, con traduzione italiana a fronte, rispettivamente per la Fondazione Lorenzo Valla (Milano, Mondadori, 2015) e la SISMEL (Firenze, Edizioni del Galluzzo, 2018). Da segnalare anche l'edizione del De magnalibus Mediolani di Bonvesin da la Riva (Milano, Scheiwiller, 1997; riedita per la Fondazione Lorenzo Valla nel 2009); il Viaggio in Mongolia (Itinerarium) di Guglielmo di Rubruck (Milano, Fondazione Lorenzo Valla – Mondadori, 2011); la Vita Karoli di Eginardo (Firenze, SISMEL – Edizioni del Galluzzo, 2014). Ha inoltre tradotto e commentato la Monarchia di Dante Alighieri per l'editore Salerno, scritto del quale ha anche affrontato questioni testuali e relative alla datazione, e la Storia Ecclesiastica degli Inglesi di Beda il Venerabile per la Fondazione Lorenzo Valla (testo critico di Michael Lapidge), nonché analizzato gli aspetti compositivi e la tradizione manoscritta della Regola pastorale di Gregorio Magno.
Nel 2021 ha pubblicato un saggio sulla rivista specializzata Terrae Incognitae, nel quale rende nota la più antica menzione del continente americano in Europa: un passo della Cronica universalis di Galvano Fiamma (prima metà del XIV sec., quindi circa 150 anni prima del viaggio di Colombo).

## Opere principali

### Saggistica scientifica

#### La trasmissione dei testi latini del Medioevo (Te.Tra.)
- Paolo Chiesa, Lucia Castaldi (a cura di), La trasmissione dei testi latini del Medioevo - Medieval Latin Texts and their Transmission, vol. 1, Firenze, SISMEL - Edizioni del Galluzzo, 2004, ISBN 88-8450-111-3.
- Paolo Chiesa, Lucia Castaldi (a cura di), La trasmissione dei testi latini del Medioevo - Medieval Latin Texts and their Transmission, vol. 2, Firenze, SISMEL - Edizioni del Galluzzo, 2005, ISBN 88-8450-164-4.
- Paolo Chiesa, Lucia Castaldi (a cura di), La trasmissione dei testi latini del Medioevo - Medieval Latin Texts and their Transmission, vol. 3, Firenze, SISMEL - Edizioni del Galluzzo, 2008, ISBN 978-88-8450-285-8.
- Paolo Chiesa, Lucia Castaldi (a cura di), La trasmissione dei testi latini del Medioevo - Medieval Latin Texts and their Transmission, vol. 4, Firenze, SISMEL - Edizioni del Galluzzo, 2012, ISBN 978-88-8450-466-1.

#### Manuali
- Elementi di critica testuale, 2ª ed., Bologna, Patron, 2012  [2002], ISBN 978-88-5553-173-3.
- Venticinque lezioni di filologia mediolatina, Firenze, SISMEL - Edizioni del Galluzzo, 2016, ISBN 978-88-8450-717-4.
- La letteratura latina del Medioevo. Un profilo storico, Roma, Carocci, 2017, ISBN 978-88-43-08888-1.
- La trasmissione dei testi latini. Storia e metodo critico, Roma, Carocci, 2019, ISBN 978-88-43-09445-5.
- La trasmissione dei testi latini. Storia e metodo critico, 2ª ed., Roma, Carocci, 2024, ISBN 978-8-829-02242-7.

#### Varie
- Liutprando di Cremona e il codice di Frisinga CLM 6388, collana Corpus Christianorum. Autographa Medii Aevi, Turnhout, Brepols, 1994, ISBN 2-503-50391-8.
- Paolo Chiesa, Lucia Pinelli (a cura di), Gli autografi medievali. Problemi paleografici e filologici, Spoleto, CISAM, 1994, ISBN 88-7988-594-4.
- Paolo Chiesa (a cura di), Le cronache medievali di Milano, Milano, Vita & Pensiero, 2001, ISBN 88-343-0667-8.
- Udine prima di Udine? Una nuova ipotesi per un enigma antico, Udine, Senàus, 2004, ISBN 88-9015-710-0.
- I Dialogi di Gregorio Magno: tradizione del testo e antiche traduzioni, SISMEL - Edizioni del Galluzzo, 2006, ISBN 978-88-84-50211-7.
- Giovanni Orlandi, Scritti di filologia mediolatina, a cura di Paolo Chiesa, Rossana E. Guglielmetti, Anna Maria Fagnoni, Giovanni Paolo Maggioni, SISMEL - Edizioni del Galluzzo, 2008, ISBN 978-88-8450-284-1.
- Paolo Chiesa, Rossana E. Guglielmetti, Anna Maria Fagnoni (a cura di), Ingenio facilis. Per Giovanni Orlandi (1938-2007), SISMEL - Edizioni del Galluzzo, 2017, ISBN 978-88-84-50800-3.
- Marckalada. Quando l'America aveva un altro nome, Bari, Roma, Giuseppe Laterza e figli, 2023, ISBN 978-88-58-15116-7.

### Edizioni di testi

#### Corpus Christianorum. Continuatio Mediaevalis
- Liudprandus Cremonensis, Opera omnia, cura et studio Paolo Chiesa, Turnhout, Brepols, ISBN 978-2-503-04561-0.

#### Fondazione Lorenzo Valla
- Beda il Venerabile, Storia degli Inglesi, a cura di Michael Lapidge, traduzione di Paolo Chiesa, 1 (Libri I-II), 2008, ISBN 978-88-04-57393-7.
- Bonvesin de la Riva, Le meraviglie di Milano, a cura di Paolo Chiesa, 2009, ISBN 978-88-04-58345-5.
- Beda il Venerabile, Storia degli Inglesi, a cura di Michael Lapidge, traduzione di Paolo Chiesa, 2 (Libri III-V), 2010, ISBN 978-88-04-59418-5.
- Guglielmo di Rubruck, Viaggio in Mongolia, a cura di Paolo Chiesa, 2011, ISBN 978-88-04-60425-9.
- Liutprando di Cremona, Antapodosis, a cura di Paolo Chiesa, con una introduzione di Girolamo Arnaldi, 2015, ISBN 978-88-04-52190-7.

#### Varie
- Dante Alighieri, Le opere, 4: La monarchia, a c. di Paolo Chiesa, Andrea Tabarroni, Diego Ellero, Roma, Salerno Editrice, 2013, ISBN 978-88-84-02853-2.
- Eginardo, Vita di Carlo Magno, a cura di Paolo Chiesa, SISMEL - Edizioni del Galluzzo, ISBN 978-88-84-50479-1.
- Liutprando di Cremona, De Iohanne papa et Ottone imperatore. Crimini, deposizione e morte di un papa maledetto, a cura di Paolo Chiesa, SISMEL - Edizioni del Galluzzo, 2018, ISBN 978-88-84-50841-6.
- Paulo Farmhouse Alberto, Paolo Chiesa, Monique Goullet (a cura di), Understanding Hagiography. Studies in the Textual Transmission of Early Medieval Saints' Lives, SISMEL - Edizioni del Galluzzo, 2020, ISBN 978-88-8450-960-4.